# Landgraaf vasútállomás
Landgraaf vasútállomás vasútállomás Hollandiában, Landgraaf községben, Landgraaf településen.

## Vasútvonalak
Az állomást az alábbi vasútvonalak érintik:
- Sittard–Herzogenrath-vasútvonal
- Schaesberg–Simpelveld-vasútvonal
- Heuvellandlijn

## Kapcsolódó állomások
A vasútállomáshoz az alábbi állomások vannak a legközelebb:
- Heerlen de Kissel vasútállomás (Sittard–Herzogenrath-vasútvonal, délnyugat)
- Eygelshoven Markt vasútállomás (Sittard–Herzogenrath-vasútvonal, kelet)
- Eygelshoven vasútállomás (Schaesberg–Simpelveld-vasútvonal, délkelet)